# Adrian Munteanu
Adrian Petre Munteanu (* 13. Oktober 1997 in Orșova) ist ein rumänischer Steuermann im Rudern. 2022 wurde er Europameister mit dem Frauen-Achter, mit dem Männer-Achter gewann Munteanu bei Europameisterschaften dreimal Silber und zweimal Bronze.

## Sportliche Karriere
Munteanu war schon im Juniorenbereich als Steuermann international dabei. Bei den Junioren-Weltmeisterschaften 2013 wurde er mit dem rumänischen Achter Sechster. Im Jahr darauf belegte er bei den Junioren-Weltmeisterschaften 2014 den achten Platz mit dem Vierer mit Steuermann. 2015 steuerte er den rumänischen Achter zum vierten Platz bei den U23-Weltmeisterschaften. 2016 debütierte Munteanu im Weltcup. Bei den U23-Weltmeisterschaften 2016 wurde er Fünfter. 2017 belegte Munteanu mit dem rumänischen Achter den sechsten Platz bei den Europameisterschaften in Račice u Štětí. Bei den U23-Weltmeisterschaften 2017 gewann der rumänische Achter die Silbermedaille. Zwei Monate später wurde der rumänische Achter Fünfter bei den Weltmeisterschaften in Sarasota. Bei den U23-Weltmeisterschaften 2018 steuerte Munteanu zwei Boote. Der Vierer mit Steuermann belegte den siebten Rang, der Achter erkämpfte die Bronzemedaille. Bei den Europameisterschaften 2018 in Glasgow gewann Munteanu seine erste Medaille im Erwachsenenbereich, als der Achter die Ziellinie als drittes Boot überquerte. Bei den Weltmeisterschaften in Plowdiw ruderte der Achter auf den sechsten Platz. 2019 wurde Munteanu mit dem rumänischen Achter Vierter bei den Europameisterschaften in Luzern. Zwei Monate später wurde Munteanu mit dem Achter auch Vierter bei den U23-Weltmeisterschaften 2019. Bei den Weltmeisterschaften in Linz/Ottensheim erreichte der rumänische Achter nur das B-Finale und wurde Siebter in der Gesamtwertung.
Wegen der COVID-19-Pandemie fanden die Europameisterschaften 2020 erst im Oktober in Posen statt. Der rumänische Achter erkämpfte die Silbermedaille hinter dem Deutschland-Achter. Im April 2021 wurden die Europameisterschaften in Varese ausgetragen, diesmal siegten die Briten vor den Rumänen. Mitte Mai qualifizierte sich der rumänische Achter in Luzern für die Olympiateilnahme in Tokio. Bei den im Juli 2021 ausgetragenen Olympischen Spielen in Tokio erreichte der von Munteanu gesteuerte rumänische Achter den siebten Platz.
2022 bei den Europameisterschaften in München steuerte Munteanu sowohl den Männer-Achter, der den fünften Platz erreichte, als auch den Frauen-Achter, der die Goldmedaille gewann. Es war das einzige Mal, dass Munteanu in beiden Achtern antrat. Bei den Weltmeisterschaften in Račice u Štětí wurde der Frauen-Achter von Victoria-Stefania Petreanu gesteuert. Munteanu belegte mit dem Männer-Achter den sechsten Platz. 2023 bei den Europameisterschaften in Bled gewann der Achter die Silbermedaille hinter den Briten und vor den Niederländern. Drei Monate später bei den Weltmeisterschaften in Belgrad hatte der rumänische Achter auf dem vierten Platz weniger als eine Sekunde Rückstand auf die australischen Gewinner der Bronzemedaille. 2024 gewann der rumänische Achter bei den Europameisterschaften in Szeged die Bronzemedaille hinter den Briten und den Deutschen. Drei Monate später bei den Olympischen Spielen in Paris belegten die Rumänen den fünften Platz knapp hinter dem Deutschland-Achter.
Der 1,67 Meter große Adrian Munteanu startet für Dinamo Bukarest. Munteanu hat sein Sportstudium an der Universität Craiova mit dem Master-Titel abgeschlossen.